# São José do Bonfim
São José do Bonfim is een gemeente in de Braziliaanse deelstaat Paraíba. De gemeente telt 3.314 inwoners (schatting 2009).